# El Tintal
El Tintal est un site archéologique maya sité dans le département du Petén, au Guatemala.

## Découverte
Le site fut découvert en 1966 par Ian Graham.